# Kosteantînivka, Simferopol
Kosteantînivka (în ucraineană Костянтинівка) este un sat în comuna Perove din raionul Simferopol, Republica Autonomă Crimeea, Ucraina.

## Demografie
Componența lingvistică a localității Kosteantînivka
     Rusă (75,51%)
     Tătară crimeeană (13,92%)
     Ucraineană (10,26%)
     Alte limbi (0,16%)
Conform recensământului din 2001, majoritatea populației localității Kosteantînivka era vorbitoare de rusă (75,51%), existând în minoritate și vorbitori de tătară crimeeană (13,92%) și ucraineană (10,26%).